# Мультисервисные телекоммуникационные сети NGN (Next Generation Network) в Беларуси
На текущий момент одной из перспективных технологий телефонной связи в Республике Беларусь является технология, опирающаяся на технологию мультисервисной сети NGN (Next Generation Network), составляющей альтернативу системам управления традиционных АТС по цене, функциональным возможностям, масштабируемости, качеству обслуживания, габаритам, энергопотреблению и стоимости технической эксплуатации.
Министерство связи Республики Беларусь ранее разработало проект стратегии развития широкополосного доступа в Беларуси. Основная цель стратегии — строительство на территории Беларуси мультисервисных сетей связи следующего поколения.
Сети NGN реализуют принцип конвергенции услуг электросвязи. В сетях NGN электросвязь реализуется на принципах разделения сигнального и разговорного трафиков. Полноценно пользоваться сетью NGN можно лишь с помощью телефонного аппарата с функцией «CLIP» (CALLING LINE IDENTITY PREZENTATION).
Сеть NGN позволяет через одну абонентскую линию предоставлять ряд современных цифровых услуг, включая интерактивное телевидение (ip-tv), скоростной доступ в интернет, качественную телефонную связь, и дополнительные услуги включая такие, как:
- «Сокращённый набор номера» (создание виртуальной записной книжки);
- «Детский вызов» (автоматическое соединение без набора номера) — соединение с заданным номером происходит после снятия телефонной трубки, если в течение 5 секунд не начат набор любого другого номера;
- «Временный запрет некоторых видов исходящей связи»;
- «Временный запрет входящей связи»;
- «Переадресация входящих вызовов при занятости абонента»;
- «Переадресация входящих вызовов при отсутствии ответа абонента»;
- «Уведомление о поступлении нового вызова» (вызов на ожидании);
- «Уведомление о поступлении нового вызова (индикация входящего вызова)» с указанием номера вызывающего абонента, то есть определитель номера;
- «Конференцсвязь с тремя абонентами».

Пример сети NGN.

На март 2010 года РУП «Белтелеком» проводило тендер по закупке оборудования для построения NGN сети.
В настоящее время Министерство связи Республики Беларусь считает наиболее перспективным для страны использование платформы IMS (IP Multimedia Subsystem) — стандартной архитектуры сетей для оказания мультимедийных услуг по проводным и беспроводным сетям. Использование указанной платформы уже в ближайшее время может принести явные преимущества как для операторов электросвязи, так и для их абонентов.
Концепция от IMS представляет собой решение для предоставления услуг в сетях, основанных на IP-протоколе, вне зависимости от использования абонентом мобильного или стационарного широкополосного доступа. Такая возможность достигается за счет разделения архитектуры сети на горизонтальные уровни: уровень услуг и приложений, уровень управления, транспортный уровень.
Описанная концепция одобрена научно-техническим советов Министерства связи Беларуси как наиболее перспективная.

## Сегодняшний день NGN в Беларуси
Ранее РУП «Белтелеком» обязалось в период до конца декабря 2010 года внедрить первую очередь системы IMS в Минске, а на втором этапе — внедрить IMS в других регионах Беларуси к февралю 2011 года.
К 2020 году в Беларуси планируется в основном завершить переход от традиционной телефонии к IMS.
- На 05.05.2017 в Беларуси к IMS платформе подключено 1,96 млн абонентов[4]
- На 01.01.2017 в Беларуси к IMS платформе было подключено 1,81 млн абонентов[5]
- На 04.06.2015, в Беларуси к IMS платформе было подключен 1 млн абонентов[6].
- На 01.01.2015 было подключено более 844,4 тыс. абонентов[7].
- За весь период 2014 года к сетям NGN/IMS было подключено 307,2 тыс. абонентов[7]
- На 02.08.2013 в Беларуси к IMS платформе подключено более 349 тыс. абонентов[8]. За весь период 2013 года к сетям NGN/IMS было подключено 288,154 тыс. абонентов[9]. Таким образом, в Беларуси силами РУП «Белтелеком» к сетям NGN/IMSТ подключено не менее 408 тыс. абонентов (суммарно из отчёта на 07.2012 + отчёт за 2013).
- На 09.07.2012 в Беларуси к IMS платформе было подключено более 120 тыс. абонентов[10].
- 29.12.2010 — начало использования платформы NGN/IMS в Минске[11].
- 19.10.2010 года было анонсировано дальнейшее расширение ёмкости оборудования на сети NGN в Витебской области. Сеть NGN на сегодняшний день фрагментарно используется во многих микрорайонах Витебска. Кроме того, фрагменты сети NGN также развёрнуты в Орше, Новополоцке.

В начальной стадии развития NGN в Беларуси работал лишь фрагмент мультисервисной сети, построенной в Витебске с использованием архитектуры NGN (Next Generation Network) и гибкого коммутатора (Softswitch), составляющих альтернативу системам управления традиционных АТС по цене, функциональным возможностям, масштабируемости, качеству обслуживания, габаритам, энергопотреблению и стоимости технической эксплуатации. Кроме того, работала сеть NGN в Минске.
Ранее ожидалось, что с расширением ёмкости сети NGN число её абонентов по Витебской области будет до 50 тыс..
В целом, внедрение системы IMS предоставляет абонентам телефонных сетей новые сервисы и возможности:
1. eSpace (система с функциями обмена мгновенными сообщениями и телефонии);
2. IP Centrex (решение, позволяющее объединять территориально распределённые офисы или абонентов в одну сеть с предоставлением широкого спектра услуг);
3. видеоконференцсвязь высокого качества;
4. Green Call (позволяет осуществлять перевод звонков без разрыва соединения между различными сетями);
5. M-RBT (мультимедийный гудок, позволяет использовать аудио и видео в режиме ожидания).

Ранее компания Huawei, выиграла тендер на поставку аппаратного и программного комплекса для IMS решения в сети РУП «Белтелеком».